# LGV Shanghai - Nankin
La ligne à grande vitesse Shanghai - Nankin, ou LGV Hu-ning (chinois simplifié : 沪宁城际铁路 ; chinois traditionnel : 滬寧城際鐵路 ; pinyin: Hu Ning Chengji Tielu), est une ligne à grande vitesse de 301 kilomètres de long reliant Shanghai et Nankin, en Chine.

## Historique
Elle fut mise en service le 1er juillet 2010. 
Elle a permis à sa mise en service de faire passer le temps de trajet entre les deux villes de 80 minutes à 73 minutes, et de dégager de la capacité pour les trains de fret sur la ligne classique.

## Caractéristiques
Longue de 301 km, la ligne comporte 21 gares et dessert 8 villes.
Ligne indépendante, son tracé est parallèle à la ligne classique de Shanghai à Nankin et à la LGV Pékin - Shanghai.
Initialement prévue à 350 km/h, elle est finalement parcourue par des CRH3 à 300 km/h
.